# Varanus doreanus
Espèce
Synonymes
- Monitor doreanus Meyer, 1874

Statut CITES
Le Varan à queue bleue, Varanus doreanus, est une espèce de sauriens de la famille des Varanidae.

## Répartition
Cette espèce est endémique de Nouvelle-Bretagne dans l'archipel Bismarck en Papouasie-Nouvelle-Guinée.

## Publication originale
- Meyer, 1874 : Eine Mittheilung von Hrn. Dr. Adolf Bernhard Meyer über die von ihm auf Neu-Guinea und den. Inseln Jobi, Mysore und Mafoor im Jahre 1873 gesammelten Amphibien. Monatsberichte der Königlichen Akademie der Wissenschaften zu Berlin, vol. 1874, p. 128-140 (texte intégral).